# Ambasciatori sardi in Baviera
L'ambasciatore sardo in Baviera era il primo rappresentante diplomatico del regno di Sardegna in Baviera.
Le relazioni diplomatiche iniziarono ufficialmente nel 1816 e rimasero attive sino al 1861 quando il regno di Sardegna venne assorbito nel neonato regno d'Italia e le funzioni di rappresentanza diplomatica passarono all'ambasciatore italiano in Baviera.

## Regno di Sardegna
- 1816–1823: Filippo di Sartirana di Brena
- 1823–1829: Luigi Simonetti
- 1829–1832: Filiberto Avogadro di Collobiano (1797–1868)
- 1832–1835: Vittorio Balbo Bertone di Sambuy (1793–1846)
- 1835–1838: Ermolao Asinari di San Marzano (1800–1864)
- 1838–1850: Fabio Pallavicini (1795–1872), accreditato anche come ambasciatore presso la Confederazione Germanica
- 1850–1851: Manfredo Balbo Bertone di Sambuy (1806–1874)
- 1851–1854: Adriano Thaon di Revel (1813–1854)
- 1854–1856: vacante
- 1856–1860: Giovanni Cantono di Ceva (1824–1911), accreditato anche come ambasciatore presso l'Impero austriaco
- 1860–1861: Rodrigo di Ciriè

1861: Chiusura dell'ambasciata